# Kristijan Đurasek
Kristijan Đurasek (Varaždin, Croàcia, Iugoslàvia, 26 de juliol de 1987) és un ciclista croat, professional des del 2005. Actualment corre a l'equip UAE Abu Dhabi, de l'UCI World Tour. Representà a Croàcia als Jocs Olímpics del 2012, finalitzant la cursa en ruta en 68a posició.
En el seu palmarès destaquen dos campionats nacionals, un en ruta i un en contrarellotge, els Tres Valls Varesines de 2013, i sobretot, la Volta a Turquia de 2015.

## Palmarès
- 2007
  -  Campió de Croàcia en ruta sub-23
- 2009
  -  Campió de Croàcia en ruta sub-23
- 2011
  -  Campió de Croàcia en ruta
  -  Campió de Croàcia en contrarellotge
  - 1r al Gran Premi Folignano
  - 1r al Trofeu Internacional Bastianelli
- 2013
  - 1r als Tres Valls Varesines
- 2015
  - 1r a la Volta a Turquia
  - Vencedor d'una etapa a la Volta a Suïssa
- 2017
  - Vencedor d'una etapa al Tour de Croàcia

### Resultats al Tour de França
- 2014. 46è de la classificació general
- 2015. 76è de la classificació general
- 2016. 51è de la classificació general
- 2017. 50è de la classificació general
- 2018. 40è de la classificació general

### Resultats al Giro d'Itàlia
- 2013. 68è de la classificació general

### Resultats a la Volta a Espanya
- 2015. 63è de la classificació general
- 2016. 67è de la classificació general